# Cechy jakościowe
Zasugerowano, aby zintegrować ten artykuł z artykułem Cecha statystyczna. Nie opisano powodu propozycji integracji.
Cechy jakościowe – występujące u dwu lub więcej odmianach, determinowane są przez jeden lub niewielką liczbę genów, mających silny wpływ na wykształcenie danej cechy. Do nich należą m.in.: kształt włosów (prosty, kędzierzawy), barwa sierści (czarna, biała) grupa krwi (A, B, O).